# Datorspelshistoria

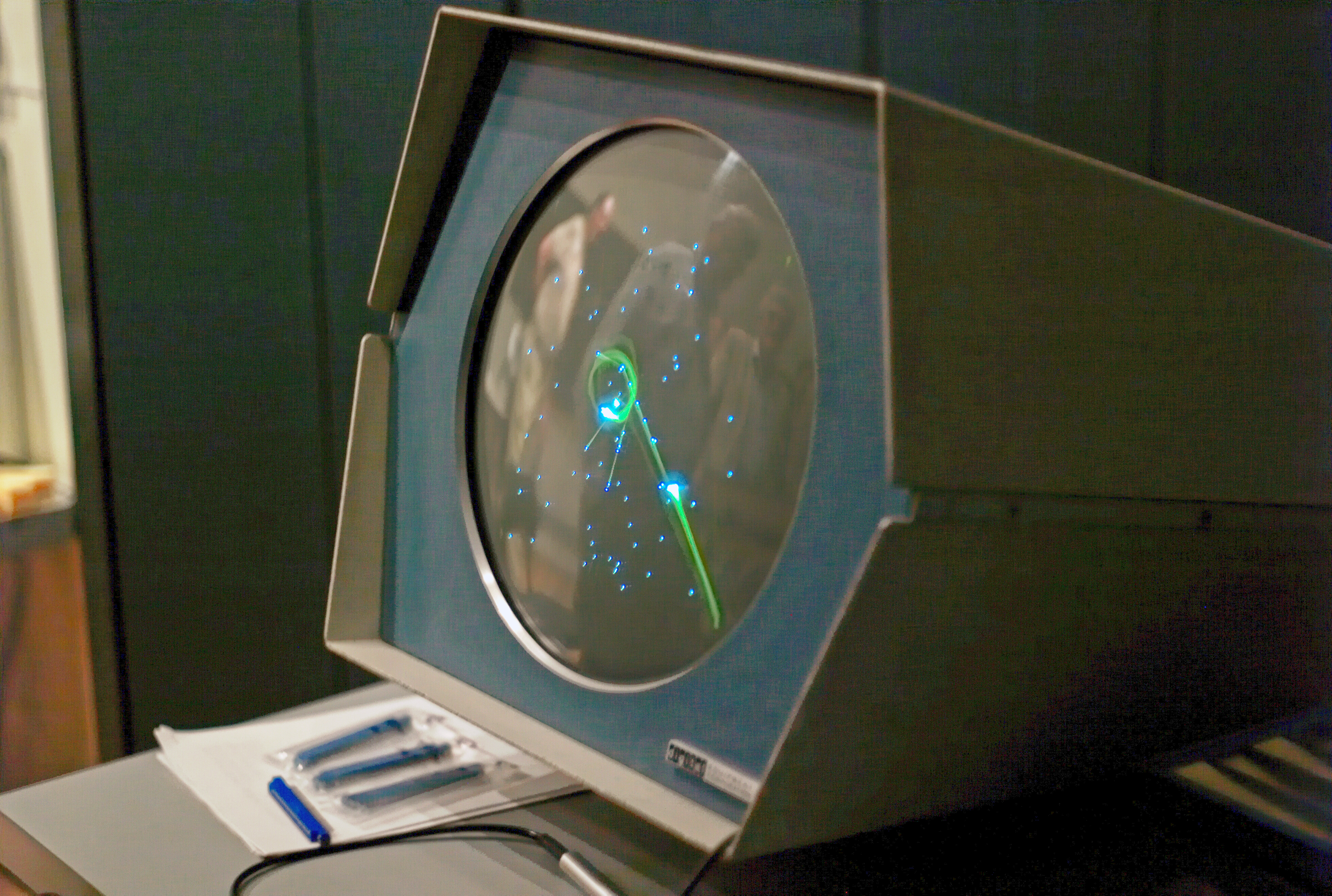
Spacewar! var ett av de första interaktiva grafiska datorspelen.

 De första kända datorspelen använde sig av katodstrålerör, som är föregångare till dagens moderna dataskärmar och TV-skärmar. Det första kända elektroniska spelet skapades av Thomas T. Goldsmith Jr. och Estle Ray Mann. Spelet patenterades första gången den 25 januari 1947 och gick under benämningen "Cathode-Ray Tube Amusement Device", och var inspirerat av radarskärmar från andra världskriget.

## De första datorspelen i modern mening
Under 1950-talet utvecklades en rad betydelsefulla datorspel, däribland spelet Tennis for Two som presenterades för första gången i oktober 1958. Spelet visades på ett Oscilloskop och föreställde sporterna tennis och bordtennis, där det gick ut på att skicka över en lysande boll fram och tillbaka över ett streck med hjälp av en speldosa. På 1960-talet utkom ett av de första interaktiva grafiska datorspelen, Spacewar! Det spelades på en PDP-1 dator, och som spelnamnet antyder utspelar det sig i rymden där man har som mål att skjuta ner sin motståndares rymdskepp. I och med att ett fåtal människor hade tillgång till datorer utvecklades de flesta av 1960-talens datorspel av datorkunniga personer på universitet runt om i världen.
Nolan Bushnell var en som fascinerades för Spacewar! Hans tankar om att skapa ett datorspel som skulle ge stora pengar växte fram under slutet av 1960-talet då han sommarjobbade i en spelhall. Datorerna vid den här tiden var mycket dyra och han arbetade i många år på att få fram en billig lösning. 1971 skapade han ett spel som han kallade "Computer Space", varav detta spel skulle bli världens första datorspel där användaren betalar med mynt, s.k. spelautomat. 1972 grundade Buschnell tillsammans med Ted Dabney företaget Atari. Samma år skapade de det första kommersiellt framgångsrika arkadspelet Pong. Spelet blev en stor succé och företaget tjänade stora pengasummor. 1974 lanserades spelet för hemmabruk och anses idag som starten för tv-spelsmarknaden. I och med Pongs revolutionerande, började en rad andra företag möta upp som konkurrenter till Atari, varvid denna konkurrens påskyndande datorspelsindustrin och intresset för spelmarknaden ökade.

## 1980-talet-nutid
Under 1980-talet utgavs ett flertal kända arkadspel. I takt med att tekniken förbättrades och blev mer realistiska varnade allt fler forskare för våldet i datorspelen, av dessa kan Death Race 2000 och Mortal Kombat nämnas. Flera kända konsoler började göra sig kända under 1980-talet. Nintendo utgav Donkey Kong som ett arkadspel 1981 och vi får för första gången bekanta oss med tv-spels figurerna Donkey Kong och Super Mario. Det japanska företaget Nintendo utvecklade en mängd olika spelkonsoler; Nintendo Entertainment System, Super Nintendo Entertainment System, Nintendo 64 etc. Det japanska företaget Sony, som till en början ingick ett samarbete med Nintendo, utvecklade en egen konsol 1994, Playstation. Spelkonsolen blev omgående en stor succé då det sålts i över 100 miljoner exemplar. Spel som Crash Bandicoot, Rayman, NHL och FIFA har gjort sig kända genom Playstations ägo. Playstation har under åren hunnit med en mängd uppföljare både stationära som bärbara spel-konsoler, däribland Playstation 2, Playstation 3 och Playstation Portable.
1990-talet skulle visa sig vara ett årtionde som datorspelens utveckling genomgick den största förvandlingen. Utöver spelkonsolen fick PC spelen ökad popularitet. Spelen blev mer verklighetsbaserade samtidigt som de började få stöd för 3D-grafikkort. Olika datorspelsgenrer växte sig starka, exempelvis Förstapersonsskjutare (First-person shooter), ofta förkortat FPS. Datorspelet Wolfenstein 3D som utgavs 1992, är känd för att vara det stora genombrottet för FPS-genren. Det utvecklades av det amerikanska företaget Id Software som dominerade marknaden för denna genre på 90-talet. I och med internets framfart under 90-talet möjliggjordes det för användaren att spela sina spel i onlinelägen. Flerspelarspel blev naturligt och ur detta utvecklades en rad olika spellägen, såsom Capture the flag och Death Match. Quake är ett datorspel som gjorde flerspelarspelläget känt som onlinespel i slutet av 90-talet. Counter-strike är ett annat spel som revolutionerade online-spelandet, och är ännu i dag ett av världens mest populära FPS-spel. På 2000-talet fortsatte online spelar användandet att öka. Utöver FPS-genre gjorde MMORPG genren sig känd. Bland spel i denna genre kan World of Warcraft (WoW) nämnas som är världens nuvarande populäraste online spel med över 11 miljoner aktiva användare. I mitten av 2000-talet erbjöds onlinetjänster för flera olika tv-spelkonsoler. Olika online lägen stöds idag både för Playstations och Xbox uppföljare.

## Klassiska datorspelstitlar och genrer
Detta är en översikt över datorspelens historia.

### 1940-talet
- 1947 – Första patenten för ett spel, "Cathode-Ray Tube Amusement Device", som kan spelas på katodstrålerör tas.

### 1950-talet
- 1949-1950 – Charly Adama skapar ett program, "Bouncing Ball", för MIT:s dator Whirlwind. Eftersom programmet inte var interaktivt, kan det inte räknas som ett spel, men ändå som en föregångare till de spel som utvecklades senare.
- 1952 – A.S. Douglas utvecklar luffarschacksdatorspelet OXO vid University of Cambridge i Storbritannien.
- 1958 – Tennis for Two är ett av världens första spel för elektronisk utrustning. Körs inte på en dator utan på ett oscilloskop.

### 1960-talet
- 1961 – Spacewar!, det första spelet med större spridning.

### 1970-talet
- 1972 – Pong
- 1978 – Space Invaders
- 1979 – Asteroids

### 1980-talet
- Datorrollspel (RPG)
- Fightingspel (spelgenre)
- MUD (multi-user dungeons), textbaserade onlinespel (spelgenre)
- Plattformsspel (spelgenre)
- Äventyrsspel (spelgenre)

- 1980 – Missile Command
- 1980 – Pac-Man
- 1981 – Ultima
- 1981 – Donkey Kong
- 1984 – King's Quest
- 1984 – Tetris
- 1985 – Super Mario Bros.
- 1987 – Pirates!
- 1987 – Street Fighter
- 1987 – Maniac Mansion
- 1987 – Mega Man
- 1987 – Final Fantasy
- 1989 – Simcity

### 1990-talet
- Förstapersonsskjutare (spelgenre)
- MMORPG (spelgenre)
- Realtidsstrategi (spelgenre)

- 1990 – Monkey Island
- 1991 – Civilization
- 1991 – Super Mario World
- 1992 – Dune 2
- 1992 – Wolfenstein 3D
- 1993 – Doom
- 1993 – Myst
- 1995 – Command & Conquer
- 1998 – Half-Life
- 1999 – Counter-Strike
- 1999 – Everquest
- 1999 – Quake 3
- 1999 – Unreal Tournament

### 2000-talet
- 2000 – The Sims
- 2000 – Deus Ex
- 2002 – Battlefield 1942
- 2004 – Half-Life 2
- 2004 – The Sims 2
- 2004 – World of Warcraft
- 2009 – League of Legends
- 2009 – Minecraft

### 2010-talet
- 2010 – Starcraft II
- 2012 – Dota 2
- 2012 – Counter-Strike: Global Offensive